# Dicranum suecicum
Dicranum suecicum là một loài Rêu trong họ Dicranaceae. Loài này được (Arnell & C.E.O. Jensen) Adlerz mô tả khoa học đầu tiên năm 1907.